# Aloe edouardii
Aloe edouardii ist eine Pflanzenart der Gattung der Aloen in der Unterfamilie der Affodillgewächse (Asphodeloideae). Das Artepitheton edouardi ehrt Edouard Andriamboavonjy, den Fahrer der den Erstbeschreiber bei seiner Feldforschung begleitete.

## Beschreibung

### Vegetative Merkmale
Aloe edouardi wächst stammlos oder kurz stammbildend und einzeln. Die Stämme erreichen eine Länge von 15 bis 20 Zentimeter und manchmal mehr. Die 30 bis 35 aufrecht-ausgebreiteten, eiförmig-lanzettlichen Laubblätter bilden dichte Rosetten. Ihre bereifte, dunkelgrüne bis bläuliche, auf der Oberseite rötliche Blattspreite ist 60 bis 65 Zentimeter lang und 7 bis 10 Zentimeter breit. Die roten, deltoiden Zähne am rötlichen Blattrand sind bis zu 2 Millimeter lang und stehen 7 bis 10 Millimeter voneinander entfernt.

### Blütenstände und Blüten
Der Blütenstand besteht aus vier bis sechs Zweigen und erreicht eine Länge von 70 bis 100 Zentimeter. Die dichten, konischen bis zylindrischen Trauben sind 10 bis 25 Zentimeter lang. Die Brakteen weisen eine Länge von 6 Millimeter auf und sind 2 Millimeter breit. Die zylindrischen, gelben Blüten sind im Knospenstadium orangefarben und stehen an 10 bis 25 Millimeter langen Blütenstielen. Die Blüten sind 18 bis 33 Millimeter lang. Ihre äußeren Perigonblätter sind auf einer Länge von 5 Millimetern nicht miteinander verwachsen.

## Systematik und Verbreitung
Aloe edouardii ist auf Madagaskar auf Granit in Höhen von 1100 Metern verbreitet. Die Art ist nur vom Typusfundort bekannt.
Die Erstbeschreibung durch Norbert Rebmann wurde 2008 veröffentlicht. Ein Synonym ist Aloe fianarantsoae J.-B.Castillon (2007, nom. inval.).

## Nachweise